# Иоанн (Мартин)
Епископ Иоанн (в миру Джон Мартин, англ. John R. Martin; 5 января 1931, Питтсбург, Пенсильвания — 30 сентября 1984, Джонстаун, Пенсильвания) — епископ Константинопольской православной церкви, правящий епископ Американской карпаторусской епархии с титулом епископ Нисский.

## Биография
Родился 5 января 1931 года в Питтсбурге в семье Джона Мартина и Вероники Михач Мартин. Получил начальное образование в Манхолле, штат Пенсильвания, после чего он поступил в колледж-семинарию святого Фиделя в ведении ордена капуцинов в Германе, штат Пенсильвания. Окончил шестилетний курс обучения с отличием.
Изучал философию и богословие в грекокатолической семинарии святых Кирилла и Мефодия в Питтсбурге и был удостоен степени бакалавра гуманитарных наук в Дюкейнском университете, где был включён в список лучших студентов (dean’s list).
29 мая 1955 года был рукоположен в сан священника, служил в грекокатолической митрополии Питтсбурга.
По назначении на приход, работал над дипломом на соискание степени доктора философии в Стэнфордском университете.
В 1966 году принял православие, перейдя в Американскую Карпаторусскую епархию в юрисдикции Константинопольского патриархата.
15 августа 1966 года решением Священного Синода Константинопольский православной церкви избран викарным епископом Митрополита Агафоникейского Ореста, главы Американской Карпаторусской епархии с титулом «епископ Нисский».
6 октября 1966 года в Храме Христа Спасителя в Джонстауне, штат Пенсильвания, состоялась его епископская хиротония, которую возглавил архиепископ Иаков (Кукузис).
Епископ Иоанн был энергичным работником и активной личностью. Во время своего епископства он проявил себя как администратор, педагог и проповедник.
Как администратор, он помогал митрополиту Оресту в управлении епархией, которая насчитывала в то время 60 приходов в 10 штатах на территории от Среднего Запада до восточного побережья. В первые пять лет своего епископства он проехал 125000 миль, совершая пастырские поездки по приходам. Служил ректором семинарии Христа Спасителя в Джонстауне, где он как реструктуризовал как учебный план, так и оперативный аппарат семинарии.
Читал лекции в колледжах и университетах, а также преподавал философию в Питтсбургском Университете.
После смерти Митрополита Агафоникейского Ореста в 1977 году, возглавил АКРПЕ.
По его инициативе в 1979 году был создан Благовещенский монастырь на обширном угодье в Таксидо-Парк (ныне в составе посёлка Таксидо), штат Нью-Йорк. Также по его благословению созданы епархиальный пенсионный фонд духовенства, епархиальные литургическая и музыкальная комиссии, епархиальный «Назаретский лагерь» на участке в 289 акров в Мерсере, штат Пенсильвания, ассоциация выпускников Джонстаунской духовной семинарии.
После 18 лет архиерейского служения, епископ Мартин неожиданно умер 30 сентября 1984 года, и был похоронен 4 октября рядом с Кафедральным собором.